# Praça do Carrossel
A Praça do Carrossel (em francês Place du Carrousel) é uma praça de Paris, França, situada em frente ao Museu do Louvre. Deve seu nome a um tipo de espetáculo militar equestre curto onde os cavaleiros executam figuras com fundo musical.

## Histórico
Em 5 de outubro de 1789, uma turba de Paris invadiu Versalhes e forçou a família real - Luís XVI, Maria Antonieta e seus filhos, junto com o conde de Provence (mais tarde rei Luís XVIII), sua esposa e madame Elisabeth, a caçula irmã do rei - para se mudar para Paris sob o olhar atento da Garde Nationale. O rei e a rainha foram instalados no Palácio das Tulherias sob vigilância. Durante esse tempo, houve muitos planos planejados para ajudar os membros da família real a escapar da França. A rainha rejeitou vários porque não partiria sem o rei. Outras oportunidades de resgatar a família acabaram sendo desperdiçadas pelo rei indeciso. Depois de muitos atrasos, uma fuga foi finalmente tentada em 21 de junho de 1791, mas falhou quando toda a família foi capturada 24 horas depois em Varennes e levada de volta a Paris em uma semana.
Em 20 de junho de 1792, "uma turba de aspecto terrível" invadiu as Tulherias e fez o rei usar o gorro frígio vermelho para mostrar sua lealdade à revolução.
A vulnerabilidade do rei foi exposta em 10 de agosto daquele ano, quando uma multidão armada, prestes a invadir o Palácio das Tulherias, obrigou o rei e a família real a buscar refúgio na Assembleia Legislativa. Uma hora e meia depois, o palácio foi invadido pela multidão. Massacraram os guardas suíços, que lutaram com dedicação e desespero. Cerca de setecentos foram mortos, e seus corpos ensangüentados decoraram o pátio em frente ao palácio (no local então conhecido como Cours du Carrousel), nos jardins do palácio e ao longo das margens do Sena. Em 13 de agosto, a família real foi presa na torre do Templo em Le Maraisdistrito, em condições consideravelmente mais duras do que seu confinamento anterior nas Tulherias.
Em 21 de agosto de 1792, a guilhotina foi erguida na Place du Carrousel, onde permaneceu, com duas curtas interrupções, até 11 de maio de 1793. No total, trinta e cinco pessoas foram guilhotinadas ali.
Em 2 de agosto de 1793, no antigo local da guilhotina, uma pirâmide de madeira foi construída em homenagem a Jean-Paul Marat. Trazia uma inscrição: "Para o espírito do falecido Marat, 13 de julho do ano I. De sua tumba subterrânea, ele ainda faz os traidores tremerem. Uma mão traiçoeira frustrou as afeições do povo." Expôs também o famoso banho de quadril de Marat e sua escrivaninha onde foram redigidas algumas de suas polêmicas mais apaixonadas. Esses itens permaneceram no local até 9 Termidor Ano II (28 de julho de 1794).
Durante a revolução de 1848, o Palácio das Tulherias foi saqueado e severamente danificado por manifestantes. Em 23 de maio de 1871, durante a supressão da Comuna de Paris, doze homens sob as ordens de um communard, Dardelle, incendiaram as Tulherias às sete da noite, usando petróleo, alcatrão líquido e terebintina. O incêndio durou quarenta e oito horas e consumiu totalmente o palácio. As ruínas das Tulherias permaneceram no local por onze anos. Em 1882, a Assembleia Nacional Francesa votou pela demolição das ruínas e, apesar de muitos sentimentos contrários, isso foi realizado em 1883. Os restos recuperáveis do edifício foram vendidos a um empresário privado.
Uma vez que o palácio foi limpo, o terreno, que era conhecido como "Place du Carrousel" desde 1662, poderia, mais uma vez, ser usado como praça pública.

## A Praça do Carrossel hoje
O Arco do Triunfo do Carrossel domina hoje esta esplanada que, com o desaparecimento do Palácio das Tulherias em 1883, abre-se sobre uma Paris cada vez mais distante. O Arco do Triunfo do Carrossel foi edificado entre 1806 e 1808 para servir como entrada de honra para o Palácio das Tulherias.

### Personalidades guilhotinadas na Praça
- Arnaud de Laporte, ministro
- Jacques Cazotte, escritor

### Outros
- Revolução Francesa
- Guilhotina